# Thüngfeld (Adelsgeschlecht)

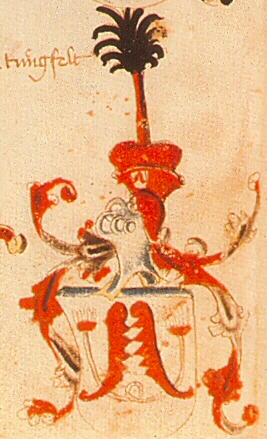
Wappendarstellung im Ingeram-Codex

Die Familie von Thüngfeld war ein altes fränkisches Adelsgeschlecht und wurde auch Tunfeld, Tunfeldt, Thunfeld, Thunfeldt, Thünfeld oder Thünfeldt geschrieben.

## Geschichte
Als Ahnherr gilt Hermann von Thüngfeld, der 1172 genannt wurde. Er war der Stammvater aller Linien und Bamberger Ministeriale. Die Burg in Thüngfeld bei Schlüsselfeld erhielten 1293 die Brüder Heinrich und Hermann von Thünfeld vom Bamberger Bischof Arnold von Solms als Burghutlehen für 200 Pfund Heller. Seit Anfang des 14. Jahrhunderts gewannen die Herren von Schlüsselberg an Einfluss über die Thüngfelder Burgmannen. Das ehemalige Wasserschloss in Thüngfeld steht noch in Teilen.
Als Lehnsnehmer gehörten die Herren von Thüngfeld zu den Landständen des Hochstifts Bamberg. Als Mitglieder der freien Reichsritterschaft war die Familie für ihre reichsfreien Besitzungen im Ritterkanton Steigerwald immatrikuliert. Der Genealoge Johann Gottfried Biedermann hat im 18. Jahrhundert die Linien der Familie auf sechs Stammtafeln dargestellt. Auch wenn seine Ahnenreihen als unsicher gelten, stellt er dennoch eine wesentliche historische Quelle dar.
Linien befanden sich zu Aschbach (Aschbacher Schloss) und Walsdorf (1399 bis 1524, an der Pfarrkirche Grabmal des Heinz von Thüngfeld, † 1500). Auch die Burg Lisberg und das Schloss Trabelsdorf befanden sich zeitweise in ihrem Besitz. Steinbach und Isenbach werden ebenfalls als Besitzungen erwähnt.

## Konrad (Kunz) von Thunfeld
Konrad von Thunfeld war einer der niederadeligen Unterstützer des Hans Böhm (Pauker von Niklashausen). Er wurde zuletzt vom Würzburger Bischof gefangengesetzt und erst wieder freigelassen, nachdem er seinen Besitz abgetreten und Urfehde geschworen hatte.

## Wappen

Wappen der Gemeinde Walsdorf

Das Wappen von Walsdorf erinnert in der vorderen (für den Betrachter linken) Schildhälfte an die Familie von Thüngfeld.